# Вікторівка (Старомаяківська сільська громада)
Ві́кторівка — село Старомаяківської сільської громади Березівського району Одеської області в Україні. Населення становить 798 осіб.

## Історія
Під час організованого радянською владою Голодомору 1932—1933 років померло щонайменше 14 жителів села.
До 2020 року було центром Вікторівської сільської ради.

## Населення
Згідно з переписом УРСР 1989 року чисельність наявного населення села становила 888 осіб, з яких 396 чоловіків та 492 жінки.
За переписом населення України 2001 року в селі мешкали 792 особи.

### Мова
Розподіл населення за рідною мовою за даними перепису 2001 року:
| Мова       | Відсоток |
| ---------- | -------- |
| українська | 95,36 %  |
| молдовська | 2,88 %   |
| російська  | 0,88 %   |
| вірменська | 0,75 %   |
| білоруська | 0,13 %   |

## Постаті
Уродженцем села є Ткач Віталій Іванович (1976—2014) — солдат Збройних сил України, учасник російсько-української війни.